# Meshes of the Afternoon
Meshes of the Afternoon is een Amerikaanse korte experimentele surrealistische film uit 1943. De film is geregisseerd door Maya Deren en haar man Alexander Hammid en werd in 1990 opgenomen in de National Film Registry. 
Verhaal:
Als een vrouw(Maya Deren) thuiskomt valt ze prompt in slaap, alvorens een reeks objecten te hebben opgemerkt (een sleutel, een mes, een telefoon) die zullen terugkeren in haar dromen. Terwijl de kijker mee wegzinkt in haar hersenspinsels zien we door het raam buiten een fantoom ronddwalen; een soort Dementor met een spiegel als gezicht. Een evenbeeld van Deren achtervolgt de plaaggeest, die zich meester heeft gemaakt van de bloem. Paranoia overmeestert de vrouw, want de vredevolle namiddag vertoont zijn eerste barsten.